# Cadmiumtellurit
Cadmiumtellurit ist eine anorganische chemische Verbindung des Cadmiums aus der Gruppe der Tellurite.

## Gewinnung und Darstellung
Cadmiumtellurit-Dünnfilme können durch Reaktion von Cadmiumsulfat mit Natriumtellurit in Ammoniak gewonnen werden.

## Eigenschaften
Cadmiumtellurit ist ein farbloser Feststoff, die praktisch unlöslich in Wasser ist. Die Verbindung ist ein Halbleiter. Er besitzt eine monokline Kristallstruktur mit der Raumgruppe P21/c (Raumgruppen-Nr. 14). Bei höheren Temperaturen (über 540 °C) liegt die Verbindung in einer kubischen und einer hexagonalen Kristallstruktur vor.

## Verwendung
Cadmiumtellurit wird bei der Herstellung und Charakterisierung von Verbindungen der Sodalith-Familie eingesetzt. Ebenfalls möglich ist die Verwendung zur Herstellung von Solarzellen.